# Cacique Manaure
Cacique Manaure is een gemeente in de Venezolaanse staat Falcón. De gemeente telt 11.600 inwoners. De hoofdplaats is Yaracal.